# Microdon metallicus
Microdon metallicus är en tvåvingeart som beskrevs av Meijere 1904. Microdon metallicus ingår i släktet myrblomflugor, och familjen blomflugor. Inga underarter finns listade i Catalogue of Life.